# Leptosciarella yerburyi
Leptosciarella yerburyi är en tvåvingeart som först beskrevs av Freeman 1983.  Leptosciarella yerburyi ingår i släktet Leptosciarella och familjen sorgmyggor. Arten är reproducerande i Sverige. Inga underarter finns listade i Catalogue of Life.